# Яковлев, Владимир Михайлович
Владимир Михайлович Я́ковлев (1903—1983) — советский конструктор авиационных двигателей. Герой Социалистического Труда. Лауреат Сталинской премии первой степени и Ленинской премии.

## Биография

Могила Яковлева на кладбище Памяти жертв 9-го января в Санкт-Петербурге.

Владимир Яковлев родился 19 апреля (2 мая) 1903 года. В 1928 году он окончил МВТУ, после чего работал ведущим конструктором в НАМИ. В 1929—1930 годах Яковлев работал заместителем главного конструктора А. А. Микулина по разработке авиамотора М-34. В 1930—1941 годах он занимал должность главного конструктора ЦИАМ имени П. И. Баранова. Кандидат технических наук.
В послевоенное время Яковлев руководил рядом конструкторских предприятий в Москве и Ленинграде, в том числе заводом «Звезда». Внёс большой вклад в развитие советского авиационного двигателестроения.Умер 20 сентября 1983 года, похоронен на кладбище Памяти жертв 9-го января в Санкт-Петербурге.

## Награды и премии
- Герой Социалистического Труда (1971)
- два ордена Ленина[1]
- Сталинская премия I степени (14 марта 1941) — за разработку конструкции авиадизеля
- Ленинская премия
- заслуженный деятель науки и техники РСФСР
- орден Трудового Красного Знамени
- медали[1].